# 마먼-헤링턴 CTLS
마먼-헤링턴 CTLS(Marmon-Herrington Combat Tank Light Series')는 미국의 마먼-헤링턴 사가 제2차 세계 대전이 발발할 즈음에 수출용으로 개발한 경전차/준전차다. CT-3는 .30구경(7.62mm) M1919 브라우닝 기관총과 .50구경(12.7mm) M2 브라우닝이 한정씩 무장되어 있는 2인승 전차였다. 주로 알래스카와 네덜란드령 동인도에 배치되었으며, 소수가 미 해안 경비를 목적으로 배치 되었다. 총700대가 생산되었으나, 1943년 연합국에서 퇴역했다. 2차 세계 대전이 끝난 후 갓 만들어진 인도네시아 육군에서 1949년까지 배치 되었다가 퇴역한다.

### 개발 및 배치
1930년대 중반, 미국 해병대는수륙양용작전 이 가능한 전차를 요구했다. 크리스티의 상륙정 실험 후 , 마먼-헤링턴은  M2 브라우닝과 M1919 브라우닝 기관총 2정이 장착된 터렛없는 경전차를 개발했다. 이는 설계 당시 기준으로 미 해군이 처음 마주하게 될 경전차였다. 2명의 운용 인원과, 12.7mm 두께의 장갑으로 보호되었다. 이는 경(輕)전투전차 (Combat Tank Light, CTL)-3 으로 명명된다. 모든 기관총은 차체 정면에 볼마운트 방식으로 장착 되었다.
보기 서스펜션이 탑재되었다. 4.7 톤의 폭 2.08m ,길이 3.51m ,높이 2.11m로 린콜른 V-12와 허큘리스 6-실린더 가솔린 엔진이 탑재되어 120 마력을 낸다. 시속 53 km/h로 201Km를 주행할 수 있다.  실험을 위해 1936년 5 대의 프로토타입이 제작되었다. 1939년 5대가 추가 생산 되었다. 실험은 1940년 까지 지속 되었다. 실험 후 미 해병대는 쉽게 파손되는 궤도와 약한 장갑을 이유로 실전 채용을 거부하며. 미 해병대는 CTL을 훈련용으로 사용하도록 이관한다.

## 파생형
- CTL-1 - 폴란드 육군용으로 개발되었으나 거절되었다. 한 대만 생산되었다.[1]
- CTL-2 - CTL-1보다 개선된 장갑[1]
- CTL-3 - 준전차사양, 12.mm 브라우닝 한정과 7.62mm M1919 기관총 두정이 장착 되었다. 시험생산형으로 1936년에 다섯 대가 만들어지고, 1939년 5대가 만들어졌다. 1941년 표준사양인 CTL-3M으로 개량 되었다.[1] 두 전차 소대가 CTL-3를 도입했다. 1943년 전부 해체 되었다.[3][5]
- CTL-3A -CTL-3의 서스펜션 개선 사양[5]
- CTL-3M -CTL-3의 개선사양. 1941년 모든 CTL-3이 CTL-3M으로 개량 되었다.[1]
- CTL-3TBD - CTL-3의 업그레이드 사양이나 서스펜션 개선과 추가적인 M2 기관총 뿐이다. M2 브라우닝 두정은 포탑에 배치 되었다. 다섯 대만 생산 되었으며, 1943년 사모아에서 해체 되었다.[3]
- CTLS-4TAC - 무기대여법에 따른 수출용 사양. 총 420대가 생산 되었다. 대체로 중국에 인도 되었다. 600대의 4ATC와 4TAY가 페를 항구를 통해 운송 되었다.[5] 남아있던 240대는 알래스카와 같은 주에 긴급사항에 대비하기 위해 분산배치 되었다. 장갑은 기존의 두 배였으며, 수동식 240º의 회전반경을 가진 7.62mm 기관총 세정이 배치 되었다.OCM 18526에서 CTLS-4TAC은 경전차 T16 명칭을 부여 받았다. 1943년 전부 해체 되었다.
- CTLS-4TAY - CTLS-4TAC에서 조종수와 포탑이 차체 왼쪽으로 정렬 되었다. 420대가 생산 되었다.[5]
- CTL-6 -CTL-3의 개선 사양이나 서스펜션만 개선 되었다. 20대가 생산 되었다. 살모아에 배치된 두 개의 전차 소대에 배치 되었다. 1943년 전부 해체 되었다.[3]

## 개별 프로젝트
CTLS 프로젝트에서 갈라진 마먼-헤링턴의 독자적인 개발로 2개의 사양이 개발되었다. 2개 사양 모두 네덜란드로 발송 되었으나, 오드넌스 디퍼트먼트로 인계 되었다.

### CTMS-1TB1

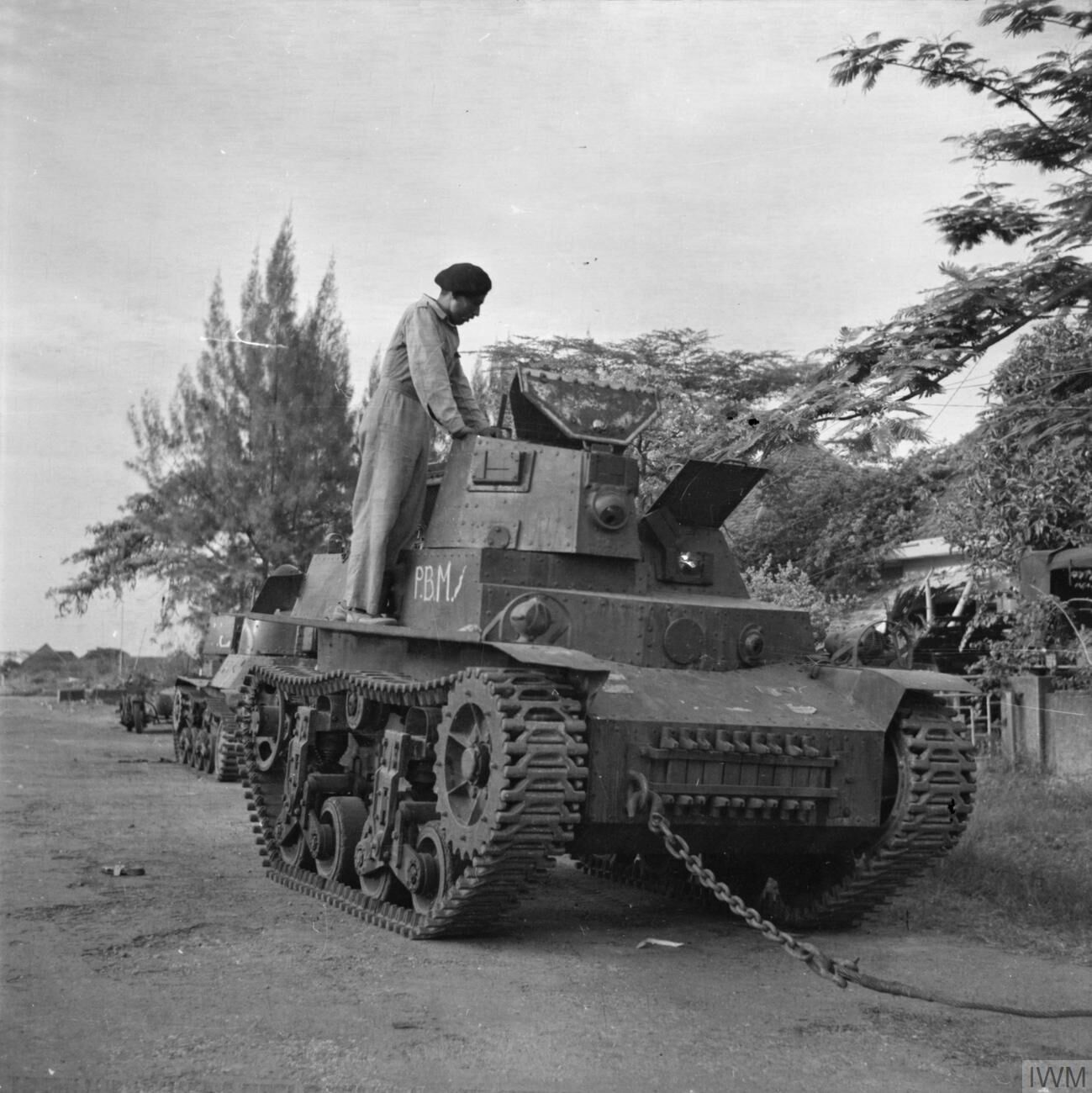
마먼-헤링턴 CTLS 전차. 1945년 인도네시아 수라바야에서 찍힌 사진

CTMS-1TB1은 1941년에 시작된 3인승 경전차 개발을 위한 프로젝트다. 37mm 기관포와 M1919 동축 기관총이 무장 되었다. 같은 해에, 네덜란드 정부는 CTMS-1TB1 194대를 주문하여  네덜란드령 동인도에 기병 소대에 배치하려 했으나, 네덜란드의 항복과 일본의 네덜란드령 동인도 점령으로 (1942년 3월 8일) 인해 미국에 남게 된다.

후에 미 정부에서 왕립 네덜란드 동인도 군에 보낼 예정이었던 62대를 징발했다.
1943년 초반, 두 대가 미 육군의 애버든 프로빙 그라운드 테스트가 진행되었지만, 보다 튼튼한 경전차가 이미 충분히 생산되었기 때문에 1943년 5월, 미 육군에서 CTMS-1TB1 운용을 취소했다.

네덜란드 망명정부 군은  미 육군에서 운용 취소된 26대의 전차를 받아 네덜란드령 기아나(수리남)에 배치되었다. CTLS는 왕립 네덜란드 기계화보병 여단이  1946년 1월에 해체되기 전까지 운용 되었으나, 1947년 중반에 네덜란드령 기아나에 주둔한 네덜란드 군에 재배치 되었다. 열악한 기술적인 조건 때문에 16대 만이 1950년 이후에도 운용 되었다가, 마지막 남은 CTMS-1TB1가 1957년 퇴역하게 된다.

또한 미 정부는 CTMS-1TB1 다수를 멕시코 ,과테말라 ,에콰도르 ,쿠바를 포함한 라틴 아메리카에 대여 되었고, 마지막 CTMS-1TB1은 1960년대에 쿠바 육군에서 퇴역하게된다.

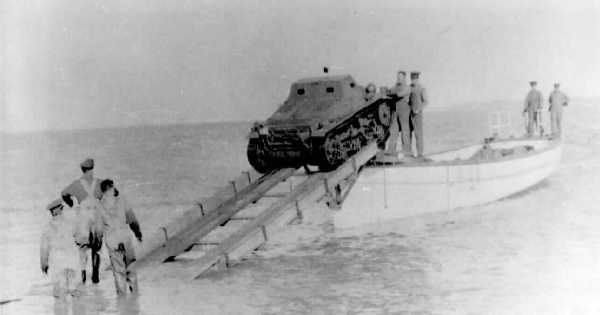
미 해병대의 CTL-3 실험 장면

### MTLS-1G14
MTLS-1G14프로젝트는 네덜란드 군을 위해 CTMS-1TB1를 4인승 중형전차로 개발하기 위한 프로젝트로 ,CTMS-1TB1 프로젝트와 같은 시기에 시작되었다. 무장으로는 2문의 37mm 기관포와  5정의 M1919 기관총이다. 장갑은 볼트용접방식으로 13~38mm의 두께로 측정된다. 설계안은 곧 병기국에 인도되었고 1943년 봄에 애버딘에서 테스트를 진행했다. 미 육군은 만족스럽지못한 성능을 이유로 운용을 거부한다.

## 참고 자료
- Leland Ness(2002)Janes World War II Tanks and Fighting Vehicles: A Complete Guide, Harper Collins, ISBN 0-00-711228-9
- Bradford, George (2009). 《Allied Armored Fighting Vehicles: 1:72 Scale》. Stackpole Books. ISBN 978-0-8117-4004-3.
- Estes, Kenneth W. (2012). 《US Marine Corps Tank Crewman 1941–45: Pacific》. Bloomsbury Publishing. ISBN 978-1-78200-059-4.
- Green, Michael (2014). 《American Tanks and AFVs of World War II》. Oxford, UK: Osprey Publishing. ISBN 978-1-78200-931-3.
- Hunnicutt, R.P. (1992). 《Stuart, A History of the American Light Tank》 1. Novato, CA: Presidio Press. ISBN 978-0-89141-462-9.
- Ness, Leland (2002). 《Jane's World War II Tanks and Fighting Vehicles: A Complete Guide》. Harper Collins. ISBN 0-00-711228-9.
- Zaloga, Steven (2012). 《U.S. Marine Corps tanks of World War II》. Oxford, UK: Osprey Publishing. ISBN 978-1-84908-561-8.